# Dorytomus ussuricus
Dorytomus ussuricus (лат.) — вид жуков-долгоносиков рода Dorytomus (Curculionidae). Обитает на Дальнем Востоке России (Приморский край).

## Описание
Мелкие жуки-долгоносики, длина 3 мм. Бёдра в средней части с небольшим зубцом. Имеют вытянутую и умеренно изогнутую головотрубку. Головотрубка не отделена от лба и свободно переходит в него; и в полтора раза длиннее переднеспинки. Усики коленчатые. Тело покрыто узколанцетными и волосковидными чешуйками. Коготки ног простые и широко расставленные. Вид был впервые описан в 1996 году советским и российским энтомологом Борисом Александровичем Коротяевым.